# Rebecca Scown
Rebecca Scown (ur. 10 sierpnia 1983 w Hawerze) – nowozelandzka wioślarka, brązowa medalistka olimpijska, dwukrotna mistrzyni świata.
Brązowa medalistka igrzysk olimpijskich w Londynie w dwójce bez sternika (razem z Juliette Haigh).

## Osiągnięcia
- Mistrzostwa świata U-23 – Amsterdam 2005 – czwórka podwójna – 3. miejsce.
- Mistrzostwa świata – Eton 2006 – ósemka – 7. miejsce.
- Mistrzostwa świata – Monachium 2007 – ósemka – 9. miejsce.
- Mistrzostwa świata – Poznań 2009 – dwójka bez sternika – 3. miejsce.
- Mistrzostwa świata – Hamilton 2010 – dwójka bez sternika – 1. miejsce
- Mistrzostwa świata – Bled 2011 – dwójka bez sternika – 1. miejsce
- Igrzyska olimpijskie – Londyn 2012 – dwójka bez sternika – 3. miejsce
- Mistrzostwa świata – Chungju 2013 – dwójka bez sternika – 3. miejsce
- Mistrzostwa świata – Amsterdam 2014 – dwójka bez sternika – 3. miejsce